# 三村庸平

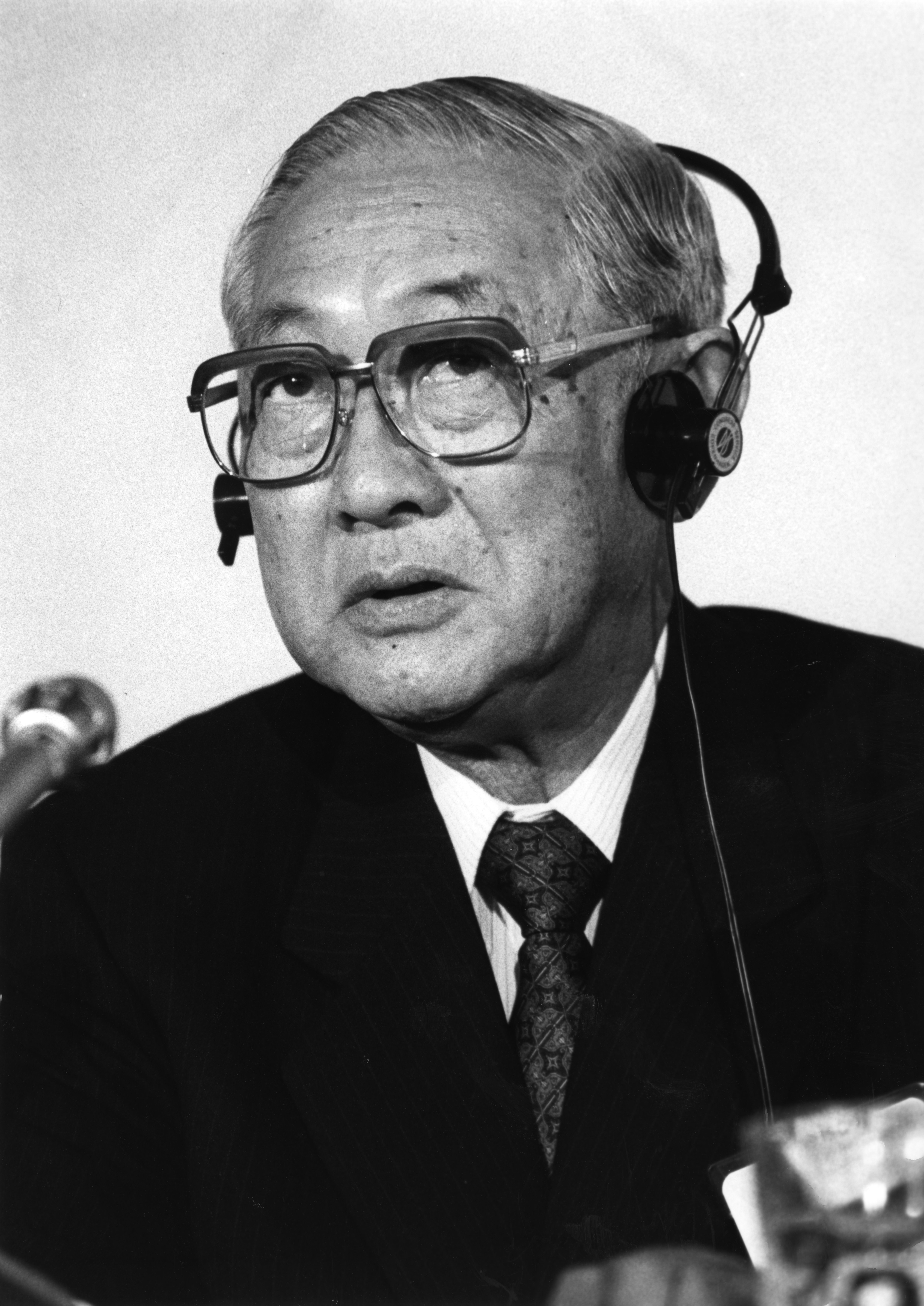
三村庸平 (1991)

三村 庸平（みむら ようへい、大正6年（1917年）4月17日 - 平成18年（2006年）5月22日）は、日本の実業家。三菱商事社長、「三菱金曜会」世話人。勲一等瑞宝章。阪急電鉄元社長・会長の小林公平は実弟。

## 経歴
東京出身。実家は大分県臼杵市。昭和15年（1940年）に慶應義塾大学経済学部卒業。三菱商事に入社し、南方に派遣。敗戦後、財閥解体で立ち上がった明光商事に入社。昭和29年（1954年）に統合で復活した三菱商事の水産部長、ソウル支店長、米国三菱商事社長、本社副社長を経て1980年に社長に就任。中国事務所の設置等に尽力し、1986年の会長就任後には三菱グループの「金曜会」世話人となる。
1987年に刊行された三菱商事社史の題字は三村の揮毫である。
1985年から日本貿易会会長、慶應義塾評議員会議長。
1988年からアジア経済研究所会長。
平成2年（1990年）4月29日に勲一等を下賜された。
2006年5月22日、急性肺炎のため死去、89歳。

## 家族

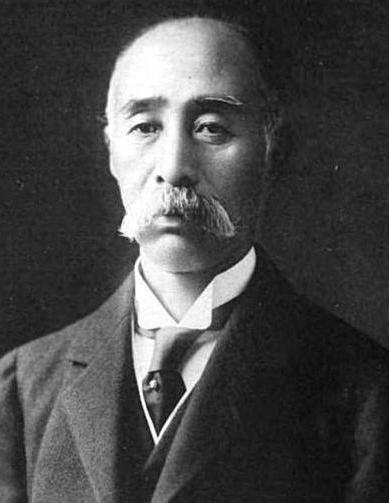
祖父の君平

- 祖父・三村君平(1856-1920) - 臼杵藩士・牧田彌三郞の二男。同藩士・三村左司馬の婿養子。臼杵女学校教師ののち上京、第百十九国立銀行を経て三菱財閥幹部となり、東京倉庫会長なども務めた。娘婿に俵孫一（俵孝太郎の祖父）、今村英祐（今村清之助の子）。[3][4]
- 父・三村称平(1887年生)  - 君平の長男。三菱銀行取締役を経てキリンビール常務。慶應義塾大学部理財科卒。[4][5]
- 母・秋江 - 緒方収二郎の娘、緒方洪庵の孫
- 弟・緒明泰平 - 東京横浜電鉄役員・緒明太郎の婿養子となり、静岡銀行頭取を務めた[6][7]。緒明家は太郎の母方祖父・緒明菊三郎が明治16年（1883年）に緒明造船所を設立して財を成した一族で、苗字の緒明（おあき）は菊三郎が、朝まで鼻緒を作っていた貧しかったころを忘れないように付けたという[8]。太郎の岳父は侯爵西郷寅太郎。
- 弟・土井周平 - 三重の山林大地主土井一族の婿養子となり山林業経営、紀北信用金庫理事長。[6][9]
- 弟・三村亮平 - 三菱商事を経て阪急不動産副社長。岳父に清水雅。[6]
- 弟・小林公平 - 妻の祖父は阪急電鉄創立者・小林一三、父は松岡辰郎、養父は小林米三（実父養父とも一三の子）。[6]
- 妻・啓子 - 田中銀之助の二女。[6]
- 長男・三村隆平(1949年生)  - 慶応大学経済学部卒、三菱銀行を経てカワセコンピュータサプライ常務[10]
- 父方叔父・三村準平(1897年生) - 大平起業（日本製鉄の企業保険代理店）常務。六高を経て東京帝国大学法科大学政治科卒業後、東京海上火災保険入社。岳父に福澤諭吉の二男福澤捨次郎。[11]